# Ring (système d'arcade)
Pour les articles homonymes, voir Ring.
La série de systèmes d'arcade Ring est composée du RingEdge et du RingWide, qui sont deux systèmes de jeux vidéo fabriqués par la société Sega, sortis en septembre 2009 au Japon. Le 20 septembre 2012 la gamme s'étoffe, Sega lance le successeur de ces deux systèmes : le RingEdge 2.

## Description
Prévu pour remplacer le système Lindbergh sorti en 2005 et le plus récent Europa-R, Sega a développé un système d'arcade qui verra le jour sous deux versions. La finalité de ce système est pour Sega de redevenir le leader du monde de l'arcade et de stopper la progression du Taito Type X².
Avec la présentation de ses nouveaux systèmes, Sega a coupé court à toutes les rumeurs selon lesquelles le matériel en préparation allait aboutir à une nouvelle console et marquer le retour de Sega dans les salons,.
La décision de la production d'un système en deux versions a été prise pour éviter les problèmes apparus avec le Lindbergh ou l'Europa-R : proposer seulement un système coûteux réduit fortement le marché.
Tout comme le Lindbergh ou l'Europa-R, ces systèmes sont construits sur l'architecture d'un PC, avec tous avantages que cela peut apporter : un coût de production réduit et l'utilisation de Windows Embedded Standard 2009 qui simplifiera le développement et garantira un environnement évolutif à long terme.
Le RingEdge, doté de performances de haut niveau, est destiné au hardcore gamer ou au passionné des jeux d'arcade, alors que le RingWide propose des capacités inférieures dans le but de séduire le maximum de développeurs aussi bien japonais qu'occidentaux, mais aussi de convenir aux finances modestes. Un panel de clients plus large peut ainsi être envisagé.
Au début de l'année 2009, Sega annonce avoir réduit ses coûts de production de 30 % par rapport au coût d'un système d'arcade moderne (Lindbergh entre autres). Une garantie du système sur cinq ans est également prévu par Sega comme atout commercial.
Sega affiche dans les noms choisis pour ses systèmes, toute la stratégie marketing pour laquelle l'entreprise a opté. Le mot Ring (anneau) évoque les relations liées entre les joueurs, les développeurs, les salles d'arcade via le réseau internet tout autour du monde. Dans RingEdge, le mot Edge a été choisi pour brut, un anneau brut et leading edge (avant-garde), pour évoquer la puissance, un système doté de hautes performances grâce à des techniques de pointe. Pour RingWide (large), Wide évoque à la fois le monde entier, le coût réduit qui laisse envisager la largeur de la clientèle et le désir de proposer le RingWide au plus grand nombre.
Les capacités différentes des composants vont obliger Sega à développer des jeux de qualités différentes. Sur RingWide la qualité de la vidéo sera inférieure et il sera difficile de faire passer un jeu RingEdge, ainsi que le contraire. Techniquement le RingWide, système le moins puissant des deux, se situe juste au-dessus du Lindbergh et Europa-R en matière de capacité technologique. Le RingEdge est capable de jouer un jeu HD de la même qualité que les consoles de salon de l'époque. Avec le RingEdge, Sega veut créer la nouvelle référence en matière de systèmes d'arcade. Le système offre des perspectives techniques de qualité,,.
Le 20 septembre 2012 Sega commercialise le RingEdge 2, c'est une version évoluée du RingEdge avec des spécifications techniques plus poussées. Sur cette plate-forme, les jeux ont été principalement distribués via le réseau Sega ALL.Net P-ras MULTI, mais certains jeux sont disponibles sur DVD-ROM.

## Spécifications techniques

### RingEdge

Le logo du RingEdge

- Processeur Intel Pentium E2160 cadencé à 1,8 GHz
- Mémoire RAM : 1 Go DDR2 SDRAM (PC-6400)
- Carte graphique : Nvidia GeForce 8800GS
  - 384 Mo de mémoire GDDR3
  - Shader Model 4.0
  - Résolution maximum : 1920 x 1200
  - Sorties vidéo : 2 sorties DVI-I (analogique/digitale)
- Son :
  - Audio en haute définition
  - 192 kHz/32 bit
  - Sortie six canaux (5.1)
- Mémoire de stockage : Disque dur SSD SATA de 32 Go
- Système d'exploitation : Microsoft Windows Standard 2009
- Réseau :
  - 10BASE-T, 100BASE-TX, 1000BASE-T
  - Internet : Sega ALL.Net
- Connecteurs :
  - I/O : JVS
  - 3 ports USB 2.0
- Alimentation intégrée
- Caractéristiques :
  - Longueur : 390 mm
  - Largeur : 320 mm
  - Hauteur : 130 mm
  - Poids : 7,1 kg[8],[9]

### RingWide

Le logo du RingWide

- Processeur : Intel Celeron Processor 440 cadencé à 2 GHz
- Mémoire RAM : 1 Go DDR2 SDRAM (PC-5300)
- Carte graphique : ATI Radeon HD 2xxx
  - 128 Mo de mémoire GDDR3
  - Shader Model 4.0
  - Sortie vidéo : 1 sortie DVI
  - Résolution maximum: 1920 x 1200
- Son :
  - Audio en haute définition
  - 192 kHz/32 bit
  - Sortie six canaux (5.1)
- Mémoire de stockage : CompactFlash de 8 Go
- Système d'exploitation : Microsoft Windows Standard 2009 inclus
- Réseau :
  - 10BASE-T, 100BASE-TX, 1000BASE-T
  - Internet : Sega ALL.Net
- Connecteurs :
  - I/O : JVS
  - 3 ports USB 2.0
- Alimentation externe nécessaire
- Caractéristiques :
  - Longueur : 350 mm
  - Largeur : 286 mm
  - Hauteur : 100 mm
  - Poids : 4,1 kg[8],[10]

### RingEdge 2

Le logo du RingEdge 2

- Processeur intel i3 540 (3,07 GHz) ou Intel Power i5 Sandy Bridge/ Intel i7
- Mémoire RAM : 2 à 8 Go DDR3 SDRAM
- Carte graphique :
  - GTX 545 (equivalent a la HD 6750)
  - 1000 Mo GDDR5/ 870 MHz
- ou
  - Nvidia GTX GeForce 560 Ti 384-bits
  - GDDR5 Memory
  - Shader Model 5.0
  - DirectX 11.1
  - Open GL 4.3
  - Open CL
  - 1.1 822 MHz Clock Speed
- VDP (Video Display Processor): Caustic Series2 R2100 ray-tracing accelerator card
- OS : Windows 7/Vista
- Open GL 4.3
- API: PowerVR OpenRL[11],[12] ,[13] ,[14]

## Liste des jeux
| Titre                                                          | Développeur                   | Éditeur | Système    | Genre         | Date |
| -------------------------------------------------------------- | ----------------------------- | ------- | ---------- | ------------- | ---- |
| Blade Arcus from Shining                                       | Sega                          | Sega    | RingEdge 2 |               | 2014 |
| Border Break Union                                             | Sega / Sega-AM2               | Sega    | RingEdge   | Méchas        | 2012 |
| Border Break: Sega Network Robot Wars                          | Sega / Sega-AM2               | Sega    | RingEdge   |               | 2009 |
| Caladrius                                                      | Moss                          | Sega    | RingEdge 2 |               | 2013 |
| Code of Joker                                                  | Moss                          | Sega    | RingEdge 2 |               | 2013 |
| Dead Or Alive 5 Ultimate: Arcade                               | Tecmo                         | Sega    | RingEdge 2 |               | 2013 |
| Dengeki Bunko Fighting Climax                                  | Ecole Software / French Bread | Sega    | RingEdge 2 |               | 2014 |
| Dream Raiders                                                  | Sega / Gamewax                | Sega    | RingWide   |               | 2012 |
| Game Center Love With Pengo!                                   | Triangle Service              | Sega    | RingEdge 2 |               | 2012 |
| Guilty Gear Xrd -SIGN-                                         | Arc System Works              | Sega    | RingEdge 2 |               | 2014 |
| Guilty Gear XX Accent Core Plus R                              | Arc System Works              | Sega    | RingEdge 2 |               | 2012 |
| Initial D Arcade Stage 6 AA                                    | Sega / Sega-AM3               | Sega    | RingEdge   | Course        | 2011 |
| Initial D Arcade Stage 7 AAX                                   | Sega / Sega-AM3               | Sega    | RingEdge   | Course        | 2012 |
| Koihime † Enbu                                                 | Sega                          | Sega    | RingEdge 2 |               | 2014 |
| Lets Go Island 3D                                              | Sega / Sega-AM2               | Sega    | RingEdge   | Tir           | 2011 |
| maimai                                                         | Sega                          | Sega    | RingEdge 2 |               | 2012 |
| maimai GreeN                                                   | Sega                          | Sega    | RingEdge 2 |               | 2013 |
| Melty Blood: Actress Again Current Code                        | Type-Moon / Ecole             | Sega    | RingWide   | Combat        | 2010 |
| Monster Hunter Medal Hunting Compact                           | Sega                          | Sega    | RingEdge 2 |               | 2014 |
| Onimusha Soul                                                  | Sega                          | Sega    | RingEdge 2 |               | 2014 |
| Operation G.H.O.S.T                                            | Sega /                        | Sega    | RingWide   | Tir           | 2011 |
| Pengo                                                          | Triangle Service              | Sega    | RingWide   |               | 2010 |
| Phantom Breaker: Another Code                                  | 5pb.                          | Sega    | RingEdge 2 |               | 2013 |
| Project Diva Arcade                                            | Sega                          | Sega    | RingEdge   | Rythme        | 2010 |
| Puyo Puyo !! Quest Arcade                                      | Sega / Sega-AM1               | Sega    | RingEdge   | Puzzle        | 2013 |
| SEGA CARD MLB 2012 et 2013                                     | Sega                          | Sega    | RingEdge   | Simulation    | 2012 |
| Sega Golden Gun                                                | Sega                          | Sega    | RingWide   | jeu de tir    | 2010 |
| Sega Racing Classic                                            | Sega / Sega-AM2               | Sega    | RingWide   | Course        | 2009 |
| Sengoku Taisen 1582                                            | Sega /                        | Sega    | RingEdge   |               | 2012 |
| Sengoku Taisen 1590: Aoi, Kanhasshuu ni Tatsu                  | Sega                          | Sega    | RingEdge   |               | 2013 |
| Sengoku Taisen                                                 | Sega / Sega-AM2               | Sega    | RingEdge   |               | 2010 |
| Shining Force Cross                                            | Sega                          | Sega    | RingEdge   | Hack'n slash  | 2009 |
| Shining Force Cross Elysion                                    | Sega                          | Sega    | RingEdge   | Hack'n slash  | 2012 |
| Shining Force Cross Exlesia                                    | Sega                          | Sega    | RingEdge   | Hack'n slash  | 2013 |
| Shining Force Cross Raid                                       | Sega                          | Sega    | RingEdge   | Hack'n slash  | 2010 |
| Shining Force Cross ver. B                                     | Sega                          | Sega    | RingEdge   | Hack'n slash  | 2010 |
| Sonic & Sega All-Stars Racing Arcade                           | Sumo Digital                  | Sega    | RingWide   | Course        | 2011 |
| Starboat                                                       | Sega                          | Sega    | RingEdge   | Course        | 2011 |
| Storm Racer G                                                  | Wahlap                        | Sega    | RingEdge 2 |               | 2014 |
| Super Monkey Ball: Ticket Blitz                                | Sega                          | Sega    | RingWide   | Action        | 2010 |
| Tetris Giant                                                   | Sega                          | Sega    | RingWide   | Puzzle        | 2009 |
| Tetris: The Grand Master - The Masters of Round                | Arika                         | Sega    | RingWide   | Jeu de puzzle | 2009 |
| The World of Three Kingdoms                                    | Sega                          | Sega    | RingEdge 2 |               | 2014 |
| Transformers: Human Alliance                                   | Sega                          | Sega    | RingEdge 2 |               | 2014 |
| Under Defeat HD+                                               | French Bread                  | Sega    | RingEdge 2 |               | 2013 |
| Under Night In-Birth                                           | French Bread                  | Sega    | RingEdge 2 |               | 2012 |
| Virtua Tennis 4                                                | Sega AM3                      | Sega    | RingEdge   | Simulation    | 2011 |
| World Club Champion Football: Intercontinental Clubs 2010-2011 | Sega                          | Sega    | RingEdge   | Simulation    | 2011 |
| World Club Champion Football: Intercontinental Clubs 2011-2012 | Sega                          | Sega    | RingEdge   | Simulation    | 2012 |